# Copa Davis 1985
La Copa Davis de 1985 fue la 74.ª edición del torneo de tenis masculino más importante por naciones. Participaron dieciséis equipos en el Grupo Mundial y más de cincuenta en los diferentes grupos regionales.

## Movilidad entre grupos: 1984 a 1985
| Categoría       | Categoría   | Grupos | Grupos | Grupos | Grupos | Grupos | Grupos | Grupos | Grupos | Grupos | Grupos | Grupos | Grupos | Grupos | Grupos | Grupos | Grupos | Grupos | Grupos |
| --------------- | ----------- | --- | --- | --- | --- | --- | --- | --- | --- | --- | --- | --- | --- | --- | --- | --- | --- | --- | --- |
| 1.º             | 1.º         | Mundial · 16 equipos · \| · Alemania Fed. \| · Argentina \| · Australia \| · Checoslovaquia \| \| · Chile \| · Ecuador \| · España \| · Estados Unidos \| \| · Francia \| · India \| · Italia \| · Japón \| \| · Paraguay \| · Suecia \| · Unión Soviética \| · Yugoslavia \| \| --------------- \| ----------- \| ----------------- \| ---------------- \| | Mundial · 16 equipos · \| · Alemania Fed. \| · Argentina \| · Australia \| · Checoslovaquia \| \| · Chile \| · Ecuador \| · España \| · Estados Unidos \| \| · Francia \| · India \| · Italia \| · Japón \| \| · Paraguay \| · Suecia \| · Unión Soviética \| · Yugoslavia \| \| --------------- \| ----------- \| ----------------- \| ---------------- \| | Mundial · 16 equipos · \| · Alemania Fed. \| · Argentina \| · Australia \| · Checoslovaquia \| \| · Chile \| · Ecuador \| · España \| · Estados Unidos \| \| · Francia \| · India \| · Italia \| · Japón \| \| · Paraguay \| · Suecia \| · Unión Soviética \| · Yugoslavia \| \| --------------- \| ----------- \| ----------------- \| ---------------- \| | Mundial · 16 equipos · \| · Alemania Fed. \| · Argentina \| · Australia \| · Checoslovaquia \| \| · Chile \| · Ecuador \| · España \| · Estados Unidos \| \| · Francia \| · India \| · Italia \| · Japón \| \| · Paraguay \| · Suecia \| · Unión Soviética \| · Yugoslavia \| \| --------------- \| ----------- \| ----------------- \| ---------------- \| | Mundial · 16 equipos · \| · Alemania Fed. \| · Argentina \| · Australia \| · Checoslovaquia \| \| · Chile \| · Ecuador \| · España \| · Estados Unidos \| \| · Francia \| · India \| · Italia \| · Japón \| \| · Paraguay \| · Suecia \| · Unión Soviética \| · Yugoslavia \| \| --------------- \| ----------- \| ----------------- \| ---------------- \| | Mundial · 16 equipos · \| · Alemania Fed. \| · Argentina \| · Australia \| · Checoslovaquia \| \| · Chile \| · Ecuador \| · España \| · Estados Unidos \| \| · Francia \| · India \| · Italia \| · Japón \| \| · Paraguay \| · Suecia \| · Unión Soviética \| · Yugoslavia \| \| --------------- \| ----------- \| ----------------- \| ---------------- \| | Mundial · 16 equipos · \| · Alemania Fed. \| · Argentina \| · Australia \| · Checoslovaquia \| \| · Chile \| · Ecuador \| · España \| · Estados Unidos \| \| · Francia \| · India \| · Italia \| · Japón \| \| · Paraguay \| · Suecia \| · Unión Soviética \| · Yugoslavia \| \| --------------- \| ----------- \| ----------------- \| ---------------- \| | Mundial · 16 equipos · \| · Alemania Fed. \| · Argentina \| · Australia \| · Checoslovaquia \| \| · Chile \| · Ecuador \| · España \| · Estados Unidos \| \| · Francia \| · India \| · Italia \| · Japón \| \| · Paraguay \| · Suecia \| · Unión Soviética \| · Yugoslavia \| \| --------------- \| ----------- \| ----------------- \| ---------------- \| | Mundial · 16 equipos · \| · Alemania Fed. \| · Argentina \| · Australia \| · Checoslovaquia \| \| · Chile \| · Ecuador \| · España \| · Estados Unidos \| \| · Francia \| · India \| · Italia \| · Japón \| \| · Paraguay \| · Suecia \| · Unión Soviética \| · Yugoslavia \| \| --------------- \| ----------- \| ----------------- \| ---------------- \| | Mundial · 16 equipos · \| · Alemania Fed. \| · Argentina \| · Australia \| · Checoslovaquia \| \| · Chile \| · Ecuador \| · España \| · Estados Unidos \| \| · Francia \| · India \| · Italia \| · Japón \| \| · Paraguay \| · Suecia \| · Unión Soviética \| · Yugoslavia \| \| --------------- \| ----------- \| ----------------- \| ---------------- \| | Mundial · 16 equipos · \| · Alemania Fed. \| · Argentina \| · Australia \| · Checoslovaquia \| \| · Chile \| · Ecuador \| · España \| · Estados Unidos \| \| · Francia \| · India \| · Italia \| · Japón \| \| · Paraguay \| · Suecia \| · Unión Soviética \| · Yugoslavia \| \| --------------- \| ----------- \| ----------------- \| ---------------- \| | Mundial · 16 equipos · \| · Alemania Fed. \| · Argentina \| · Australia \| · Checoslovaquia \| \| · Chile \| · Ecuador \| · España \| · Estados Unidos \| \| · Francia \| · India \| · Italia \| · Japón \| \| · Paraguay \| · Suecia \| · Unión Soviética \| · Yugoslavia \| \| --------------- \| ----------- \| ----------------- \| ---------------- \| | Mundial · 16 equipos · \| · Alemania Fed. \| · Argentina \| · Australia \| · Checoslovaquia \| \| · Chile \| · Ecuador \| · España \| · Estados Unidos \| \| · Francia \| · India \| · Italia \| · Japón \| \| · Paraguay \| · Suecia \| · Unión Soviética \| · Yugoslavia \| \| --------------- \| ----------- \| ----------------- \| ---------------- \| | Mundial · 16 equipos · \| · Alemania Fed. \| · Argentina \| · Australia \| · Checoslovaquia \| \| · Chile \| · Ecuador \| · España \| · Estados Unidos \| \| · Francia \| · India \| · Italia \| · Japón \| \| · Paraguay \| · Suecia \| · Unión Soviética \| · Yugoslavia \| \| --------------- \| ----------- \| ----------------- \| ---------------- \| | Mundial · 16 equipos · \| · Alemania Fed. \| · Argentina \| · Australia \| · Checoslovaquia \| \| · Chile \| · Ecuador \| · España \| · Estados Unidos \| \| · Francia \| · India \| · Italia \| · Japón \| \| · Paraguay \| · Suecia \| · Unión Soviética \| · Yugoslavia \| \| --------------- \| ----------- \| ----------------- \| ---------------- \| | Mundial · 16 equipos · \| · Alemania Fed. \| · Argentina \| · Australia \| · Checoslovaquia \| \| · Chile \| · Ecuador \| · España \| · Estados Unidos \| \| · Francia \| · India \| · Italia \| · Japón \| \| · Paraguay \| · Suecia \| · Unión Soviética \| · Yugoslavia \| \| --------------- \| ----------- \| ----------------- \| ---------------- \| | Mundial · 16 equipos · \| · Alemania Fed. \| · Argentina \| · Australia \| · Checoslovaquia \| \| · Chile \| · Ecuador \| · España \| · Estados Unidos \| \| · Francia \| · India \| · Italia \| · Japón \| \| · Paraguay \| · Suecia \| · Unión Soviética \| · Yugoslavia \| \| --------------- \| ----------- \| ----------------- \| ---------------- \| | Mundial · 16 equipos · \| · Alemania Fed. \| · Argentina \| · Australia \| · Checoslovaquia \| \| · Chile \| · Ecuador \| · España \| · Estados Unidos \| \| · Francia \| · India \| · Italia \| · Japón \| \| · Paraguay \| · Suecia \| · Unión Soviética \| · Yugoslavia \| \| --------------- \| ----------- \| ----------------- \| ---------------- \| |
| 2.º             | 2.º         | Zona de Europa y África A · 13 equipos · Argelia · Bélgica · Bulgaria · (N) Chipre · Dinamarca · Egipto · Hungría · Irlanda · Marruecos · Mónaco · Rumania · Senegal · Turquía · | Zona de Europa y África B · 13 equipos · Austria · Finlandia · Gran Bretaña · Grecia · Israel · Luxemburgo · Noruega · Países Bajos · Polonia · Portugal · Suiza · Túnez · Zimbabue · | Zona de Oriente · 12 equipos · China · China Taipéi · Corea del Sur · Filipinas · Hong Kong · Indonesia · Malasia · Nueva Zelanda · Pakistán · Singapur · Sri Lanka · Tailandia · | Zona de América · 8 equipos · Brasil · Canadá · Colombia · Indias Occ./Caribe · México · Perú · Uruguay · Venezuela · | | | | | | | | | | | | | | |
| · Alemania Fed. | · Argentina | · Australia | · Checoslovaquia | | | | | | | | | | | | | | | | |
| · Chile         | · Ecuador   | · España | · Estados Unidos | | | | | | | | | | | | | | | | |
| · Francia       | · India     | · Italia | · Japón | | | | | | | | | | | | | | | | |
| · Paraguay      | · Suecia    | · Unión Soviética | · Yugoslavia | | | | | | | | | | | | | | | | |

## Grupo Mundial
|  | Octavos de final | Octavos de final |                |   | Cuartos de final | Cuartos de final |  |  | Semifinales    | Semifinales    |  |  | Final              | Final              |
|  | 8-10 de marzo    | 8-10 de marzo    |                |   | 2-4 de agosto    | 2-4 de agosto    |  |  | 4-6 de octubre | 4-6 de octubre |  |  | 20-22 de diciembre | 20-22 de diciembre |
|  |                  |                  |                |   |                  |                  |  |  |                |                |  |  |                    |                    |
|  |                  |                  |                |   |                  |                  |  |  |                |                |  |  |                    |                    |
|  |                  |                  |                |   |                  |                  |  |  |                |                |  |  |                    |                    |
|  | Estados Unidos   | 5                |                |   |                  |                  |  |  |                |                |  |  |                    |                    |
|  | Estados Unidos   | 5                |                |   |                  |                  |  |  |                |                |  |  |                    |                    |
|  | Japón            | 0                |                |   |                  |                  |  |  |                |                |  |  |                    |                    |
|  | Japón            | 0                | Estados Unidos | 2 |                  |                  |  |  |                |                |  |  |                    |                    |
|  |                  |                  |                | 2 |                  |                  |  |  |                |                |  |  |                    |                    |
|  |                  | Alemania Fed.    | 3              |   |                  |                  |  |  |                |                |  |  |                    |                    |
|  | España           | Alemania Fed.    | 3              | 2 |                  |                  |  |  |                |                |  |  |                    |                    |
|  | España           |                  |                | 2 |                  |                  |  |  |                |                |  |  |                    |                    |
|  | Alemania Fed.    | 3                |                |   |                  |                  |  |  |                |                |  |  |                    |                    |
|  | Alemania Fed.    | 3                | Alemania Fed.  | 5 |                  |                  |  |  |                |                |  |  |                    |                    |
|  |                  |                  |                | 5 |                  |                  |  |  |                |                |  |  |                    |                    |
|  |                  | Checoslovaquia   | 0              |   |                  |                  |  |  |                |                |  |  |                    |                    |
|  | Checoslovaquia   | Checoslovaquia   | 0              | 3 |                  |                  |  |  |                |                |  |  |                    |                    |
|  | Checoslovaquia   |                  |                | 3 |                  |                  |  |  |                |                |  |  |                    |                    |
|  | Unión Soviética  | 2                |                |   |                  |                  |  |  |                |                |  |  |                    |                    |
|  | Unión Soviética  | 2                | Checoslovaquia | 5 |                  |                  |  |  |                |                |  |  |                    |                    |
|  |                  |                  |                | 5 |                  |                  |  |  |                |                |  |  |                    |                    |
|  |                  | Ecuador          | 0              |   |                  |                  |  |  |                |                |  |  |                    |                    |
|  | Argentina        | Ecuador          | 0              | 1 |                  |                  |  |  |                |                |  |  |                    |                    |
|  | Argentina        |                  |                | 1 |                  |                  |  |  |                |                |  |  |                    |                    |
|  | Ecuador          | 4                |                |   |                  |                  |  |  |                |                |  |  |                    |                    |
|  | Ecuador          | 4                | Alemania Fed.  | 2 |                  |                  |  |  |                |                |  |  |                    |                    |
|  |                  |                  |                | 2 |                  |                  |  |  |                |                |  |  |                    |                    |
|  |                  | Suecia           | 3              |   |                  |                  |  |  |                |                |  |  |                    |                    |
|  | Paraguay         | Suecia           | 3              | 3 |                  |                  |  |  |                |                |  |  |                    |                    |
|  | Paraguay         |                  |                | 3 |                  |                  |  |  |                |                |  |  |                    |                    |
|  | Francia          | 2                |                |   |                  |                  |  |  |                |                |  |  |                    |                    |
|  | Francia          | 2                | Paraguay       | 2 |                  |                  |  |  |                |                |  |  |                    |                    |
|  |                  |                  |                | 2 |                  |                  |  |  |                |                |  |  |                    |                    |
|  |                  | Australia        | 3              |   |                  |                  |  |  |                |                |  |  |                    |                    |
|  | Yugoslavia       | Australia        | 3              | 2 |                  |                  |  |  |                |                |  |  |                    |                    |
|  | Yugoslavia       |                  |                | 2 |                  |                  |  |  |                |                |  |  |                    |                    |
|  | Australia        | 3                |                |   |                  |                  |  |  |                |                |  |  |                    |                    |
|  | Australia        | 3                | Australia      | 0 |                  |                  |  |  |                |                |  |  |                    |                    |
|  |                  |                  |                | 0 |                  |                  |  |  |                |                |  |  |                    |                    |
|  |                  | Suecia           | 5              |   |                  |                  |  |  |                |                |  |  |                    |                    |
|  | India            | Suecia           | 5              | 3 |                  |                  |  |  |                |                |  |  |                    |                    |
|  | India            |                  |                | 3 |                  |                  |  |  |                |                |  |  |                    |                    |
|  | Italia           | 2                |                |   |                  |                  |  |  |                |                |  |  |                    |                    |
|  | Italia           | 2                | India          | 1 |                  |                  |  |  |                |                |  |  |                    |                    |
|  |                  |                  |                | 1 |                  |                  |  |  |                |                |  |  |                    |                    |
|  |                  | Suecia           | 4              |   |                  |                  |  |  |                |                |  |  |                    |                    |
|  | Chile            | Suecia           | 4              | 1 |                  |                  |  |  |                |                |  |  |                    |                    |
|  | Chile            |                  |                | 1 |                  |                  |  |  |                |                |  |  |                    |                    |
|  | Suecia           | 4                |                |   |                  |                  |  |  |                |                |  |  |                    |                    |
|  | Suecia           | 4                |                |   |                  |                  |  |  |                |                |  |  |                    |                    |

- En cursiva equipos que juegan de local.

## Final
| Olympiahalle, Múnich, Alemania Federal 20 al 22 de diciembre de 1985 |  |                              |   |   |    |   |  |
| \| 1 \| \| Michael Westphal \| 3 \| 4 \| 8 \| \| \| \| 1 \| \| Mats Wilander \| 6 \| 6 \| 10 \| \| \| \| 2 \| \| Boris Becker \| 6 \| 3 \| 7 \| 8 \| \| \| 2 \| \| Stefan Edberg \| 3 \| 6 \| 5 \| 6 \| \| \| 3 \| \| Boris Becker-Andreas Maurer \| 4 \| 2 \| 1 \| \| \| \| 3 \| \| Joakim Nyström-Mats Wilander \| 6 \| 6 \| 6 \| \| \| \| 4 \| \| Boris Becker \| 6 \| 2 \| 6 \| 6 \| \| \| 4 \| \| Mats Wilander \| 3 \| 6 \| 3 \| 3 \| \| \| 5 \| \| Michael Westphal \| 6 \| 5 \| 4 \| 3 \| \| \| 5 \| \| Stefan Edberg \| 3 \| 7 \| 6 \| 6 \| \| |  |                              |   |   |    |   |  |
| 1 |  | Michael Westphal             | 3 | 4 | 8  |   |  |
| 1 |  | Mats Wilander                | 6 | 6 | 10 |   |  |
| 2 |  | Boris Becker                 | 6 | 3 | 7  | 8 |  |
| 2 |  | Stefan Edberg                | 3 | 6 | 5  | 6 |  |
| 3 |  | Boris Becker-Andreas Maurer  | 4 | 2 | 1  |   |  |
| 3 |  | Joakim Nyström-Mats Wilander | 6 | 6 | 6  |   |  |
| 4 |  | Boris Becker                 | 6 | 2 | 6  | 6 |  |
| 4 |  | Mats Wilander                | 3 | 6 | 3  | 3 |  |
| 5 |  | Michael Westphal             | 6 | 5 | 4  | 3 |  |
| 5 |  | Stefan Edberg                | 3 | 7 | 6  | 6 |  |

## Repesca al Grupo Mundial de 1986
Los equipos perdedores de los octavos de final debían jugar entre sí para mantener la categoría.
| Sede de la confrontación | Superficie       | Equipo local | Marcador | Equipo visitante |
| ------------------------ | ---------------- | ------------ | -------- | ---------------- |
| Buenos Aires             | Arcilla          | Argentina    | 2–3      | Unión Soviética  |
| Cagliari                 | Arcilla          | Italia       | 3–1      | Chile            |
| Tokio                    | Arcilla          | Japón        | 0–3      | España           |
| Belgrado                 | Dura, bajo techo | Yugoslavia   | 4–1      | Francia          |

En lugar de los descendidos, fueron promovidos al Grupo Mundial los siguientes países:
- Dinamarca (Ganador de la Zona de Europa/África A)
- Gran Bretaña (Ganador de la Zona de Europa/África B)
- Nueva Zelanda (Ganador de la Zona de Oriente)
- México (Ganador de la Zona de América)